# 彭氏豆丁海馬
彭氏豆丁海馬為輻鰭魚綱棘背魚目海龍魚科的其中一種，分布於印尼海域，棲息深度11-25公尺，體長可達1.7公分，棲息在珊瑚礁區，屬肉食性，以小型甲殼類為食，卵胎生。

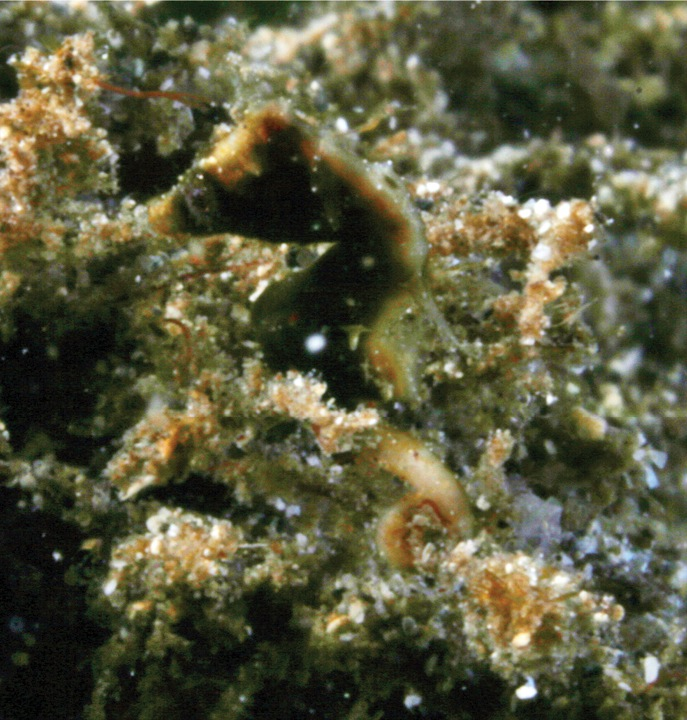
彭氏豆丁海馬